# Podaca
Podaca je priobalno mjesto u Makarskom primorju. Administrativno pripada općini Gradac. Podaca se sastoje od tri zaselka: Kapeć, Viskovića vala i Ravanje s ukupno 660 stanovnika. 

## Ime
Ime je množina od riječi podace, koja je srednjeg roda i umanjenica je, poput riječi seoce, te množina je podaca (usporedbe radi, za seoce - seoca); u padežu je "iz Podacâ", "u Podacima su...", "području Podacâ"
Slično je riječi podi ("obradive površine na više razina").

## Stanovništvo
| broj stanovnika | 345   | 375   | 372   | 379   | 409   | 373   | 364   | 309   | 213   | 192   | 158   | 176   | 184   | 218   | 716   | 729   | 421   |
|                 | 1857. | 1869. | 1880. | 1890. | 1900. | 1910. | 1921. | 1931. | 1948. | 1953. | 1961. | 1971. | 1981. | 1991. | 2001. | 2011. | 2021. |

## Promet
Nalazi se na Jadranskoj magistrali, glavnoj hrvatskoj priobalnoj cestovnoj prometnici.

## Gospodarstvo
Turizam je u Podacima razvijen, čemu pridonosi velika osunčanost tog područja i prekrasne plaže. Osim turizma, stanovništvo se bavi i ribarstvom, poljoprivredom i maslinarstvom. Udobne kuće, vile i apartmani, nekoliko ugostiteljskih objekata osnova su turističkog razvoja Podaca.

## Spomenici i znamenitosti
- Ruralna cjelina Podaca
- Crkva sv. Ivana Krstitelja, sagrađena u 11. – 12.st.
- Kula u Podacima, kula za obranu od Turaka iz 17. stoljeća